# Somes (eiland)
Somes of Matiu is een eiland dat behoort tot Nieuw-Zeeland en ligt in de Baai van Wellington in Noordereiland. Het eilandje heeft een oppervlakte van 24,9 ha. Matiu is de Maori naam van het eiland. Na de Europese kolonisatie kreeg het eiland de naam Somes Island.
Het is een van de eilanden waar de brughagedis voorkomt.